# مالك غلام فريد
مالك غلام فريد (1897-1977) كان عالماً مسلمًا أحمديًّا بارزًا. كُلف بمهمة إعداد المجلد الخامس من التفسير الإنجليزي للقرآن الكريم، في عام 1942، من ميرزا محمود أحمد، الخليفة الأحمدي الثاني. وقد نشر التعليق المذكور في عام 1962. وفي وقت لاحق، في عام 1969، نشر مالك الطبعة المختصرة.  وقد ألف مالك غلام فريد أيضًا معجم القرآن الكريم، إلا أنه لم يتمكن من نشره في حياته. توفي سنة 1977.